# Francisco Albano Barrio
Francisco "Croata" Barrio (Buenos Aires, 22. lipnja 1989.), argentinsko-hrvatski je borac mješovitih borilačkih športova i olimpijski hrvač.

## Životopis
Rođen je 1989. godine u Buenos Airesu, no vrlo brzo se s obitelji preselio u Zagreb, hrvatsku metropolu, gdje je odrastao i gdje je boravio sve do 2006. godine. Njegova životna priča tim je zanimljivija jer je njegov otac Rodolfo Barrio Saavedra bio brigadir Hrvatske vojske i sudjelovao je u Domovinskome ratu. Od tuda i vrlo čvrsta veza koju njeguje prema svojoj drugoj domovini, Hrvatskoj.

## Borilačka karijera
Croata je svoj športski borilački put započeo u zagrebačkom hrvačkom klubu Lokomotivi, a vrlo brzo je uočen njegov neosporni talent, kao i spartanska volja za treninzima. Nakon povratka u Južnu Ameriku, Barrio se nastavio aktivno baviti hrvanjem. Od 2006. do 2012. godine 7 puta uzastopno osvojio je titulu nacionalnoga prvaka Argentine u hrvanju, a paralelno je, vrlo uspješno, nastupao za argentinsku hrvačku reprezentaciju na mnogim međunarodnim natjecanjima na kojima je i pobjeđivao.
U grčkom-rimskom stilu je u svojoj karijeri ostvario više od 100 pobjeda.
Paralelno s hrvanjem počeo je trenirati i ostale borilačke discipline, a 2012. debitirao je u profesionalnom MMA ringu. Od tada je skupio tri vrlo lake pobjede prekidima već u prvoj rundi. 

## Borbe po pravilima mješovitih borilačkih vještina
| 3 pobjeda (1 nokauta, 2 predaje, 0 sudačke odluke), 0 poraza (0 nokauta, 0 predaje, 0 sudačke odluke), 0 neodlučene borbe i 0 NC (no contest). |          |                    |                                              |            |       |         |
| Nadnevak | Rezultat | Protivnik          | Manifestacija                                | Ishod      | Runda | Vrijeme |
| 25. listopada 2013. | pobjeda  | Darko Banovic      | Final Fight Championship 8: Ricco vs Galešić | Decision   | 3     | 5:00    |
| 25. svibnja 2013. | pobjeda  | Esteban Zuniga     | KIF 2                                        | nokaut     | 1     | 1:05    |
| 20. listopada 2012. | pobjeda  | Alexander Ceballos | KIF                                          | americanom | 1     | 3:35    |
| 14. srpnja 2012. | pobjeda  | Santiago Mendez    | CONVICTION 3                                 | poluga     | 1     | 0:51    |

## Nagrade
- Olimpia de plata: 2008.
- Revelacion Clarin:2010.
- Jorge Newbery:2008.[8]

## Vanjske poveznice
- Conviction MMA 3 Argentina vs. Peru, sherdog.com, 14. srpnja 2012.; pristupljeno 14. rujna 2017.
- "Croata" Barrio u FFC-u, nastupa u Sarajevu!, index.hr, Fightsite, 25. lipnja 2013.; pristupljeno 14. rujna 2017.
- 'Croata' se vraća u Hrvatsku: Bakočeviću, odvratno se hrvaš, 24sata.hr, Luka Vuletić, 3. lipnja 2013.; pristupljeno 14. rujna 2017.
- 'El Croati' druga MMA pobjeda: Borba u Zagrebu sve je bliža, 24sata.hr, Luka Vuletić, 28. listopada 2012.; pristupljeno 14. rujna 2017.